# فینال جام حذفی فوتبال ایتالیا ۲۰۱۵
فینال جام حذفی فوتبال ایتالیا ۲۰۱۵ شصت و هشتمین فصل از رقابت‌های کوپا ایتالیا بود. این مسابقه در ۲۰ مهٔ ۲۰۱۵ بین لاتزیو و یوونتوس در ورزشگاه المپیک رم برگزار شد. در نهایت باشگاه فوتبال یوونتوس با گل‌های آلساندرو ماتری و جورجو کیه‌لینی برای دهمین بار قهرمان کوپا ایتالیا شد.